# Аттикизм
Аттики́зм, аттици́зм (от названия Аттика) — риторическое течение, зародившееся в первой четверти I века до н. э. Также этот термин обозначает выражения и фразы, характерные для афинского наречия (в противовес разговорной форме греческого языка), которое получило распространение в различных регионах в период эллинистической Греции. В качестве одной из разновидностей литературного языка использовался в византийской литературе.
Аттикизм позиционировался как возвращение от вычурного эллинистического стиля, от искусства софистов к классическому строю, за идеал которого были взяты речи десяти аттических ораторов.
И хотя простой язык аттикизма в итоге стал таким же витиеватым, как речь, которую он должен был заменить, его изначальная простота означала, что он будет понятен на всех территориях греческого мира. Он помогал поддерживать культурную связь во всём Средиземноморье и за его пределами. Признанные и популярные авторы, такие как Лукиан, становились приверженцами аттикизма, благодаря чему он просуществовал до эпохи Ренессанса, когда его переняли ученики эмигрантов из Византии, сами по происхождению не греки. Методы обучения эпохи Ренессанса, положенные в основу современных методов на Западе, воспитывали в студентах сильные классические и аттические предубеждения, что и позволило аттическому снобизму просуществовать ещё четыре столетия.
Признанный такими риторами, как Дионисий Галикарнасский, и грамматиками, как Элий Геродиан и Фриних из Александрии, аттикизм являлся господствующим диалектом начиная со II в. до н. э. При поддержке церкви он оказывал огромное воздействие на позднюю греческую культуру, и под этим воздействием живой греческий язык, переходящий в новогреческий, оказался мало известен и использовался крайне редко, преимущественно в личной переписке и массовой литературе.